# Broken Glass (Rachel Platten)
Broken Glass è un singolo della cantante statunitense Rachel Platten, il primo estratto dal quarto album in studio Waves e pubblicato il 18 agosto 2017.

## Tracce
- Download digitale

1. Broken Glass – 2:59

## Video
Il videoclip della canzone è stato girato presso il quartiere di Chinatown di Los Angeles ed è stato diretto da Allie Avital.